# Giuliano Presutti

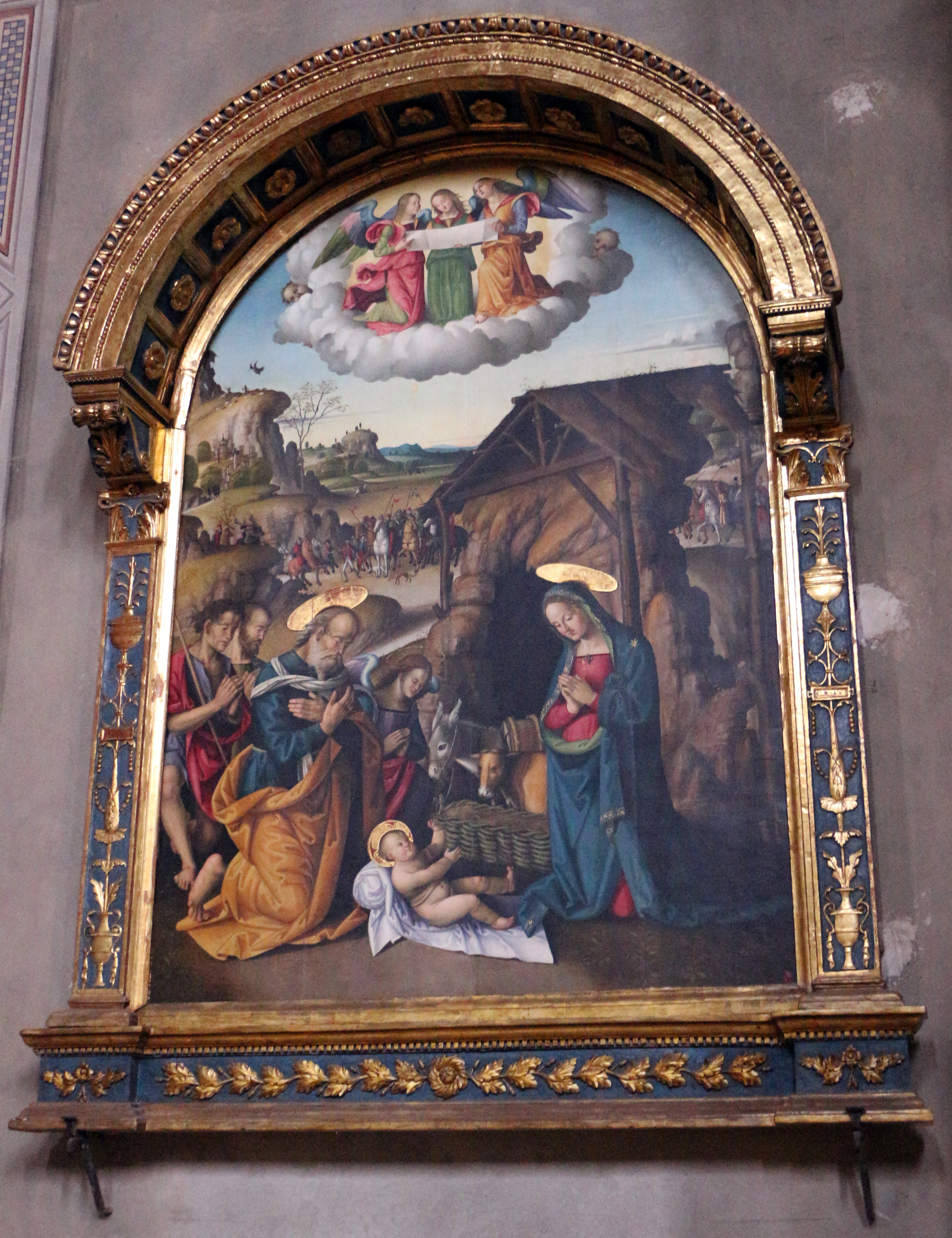
Natività, Duomo di Gubbio

Giuliano Presutti anche Persciutti o Presciutti o Giuliano da Fano (attivo dal 1490 a Fano – al 1557 ad Ancona) è stato un pittore italiano.
Lavorò nelle Marche e in Umbria

## Biografia
Giuliano è stato il pittore più in vista della famiglia Presciutti, che operò nella Fano del Cinquecento. «Giuliano, a lungo confuso con i componenti di un'altra famiglia pittorica locale, Bartolomeo Morganti e suo figlio Pompeo, fu un pittore di raffinate desunzioni da Perugino e Giovanni Santi (entrambi attivi a Fano alla fine del Quattrocento) e di consonanze con Antonio Solario». La confusione tra Giuliano Presutti e l'altra famiglia di pittori fanesi Morganti viene da lontano. Giorgio Vasari nella Vita di Taddeo Zucchero  parla di un Pompeo da Fano con il quale il giovanissimo Taddeo ebbe il primo approccio, peraltro non positivo, col mondo della pittura. L'identità di Pompeo Presciutti da Fano, precisata da  Antonio Becci nel 1873  «oggi ci appare quale frutto di un'arbitraria commistione tra gli esponenti della scuola fanese del Cinquecento Giuliano Presciutti e Pompeo Morganti». In seguito è emerso comunque che è a Pompeo Morganti che il suo amico Ottaviano Zuccari lascia a bottega il figlio Taddeo di dieci anni (Cleri, 1994).
In ogni caso, seguendo il lavoro di Luigi Servolini (1960) ai tempi di Giuliano operavano il fratello Pietro (notizie 1513 – 1565), il figlio Orfeo (notizie 1533 – 1556) e un nipote, Domenico, morto nel 1565.  Orfeo Presutti ci ha lasciato il grande affresco ‘’Giudizio Universale’’ (1548), cm 330 x 650 alla Chiesa della Misericordia di Monteleone di Fermo (Presciutti 2019). Si sa poi dei due figli di Orfeo, Ercole Orfeo Presutti (Cleri 1994), e il celebre Luca Orfei,, «calligrafo, copista e cantore della Cappella Sistina» che, tra l'altro,  inserì lo stesso Ercole Orfeo nell’ambiente romano.
Giuliano un allievo di Antonio Solario o Vittore Crivelli, sebbene fosse anche fortemente influenzato dalla scuola umbra del primo Rinascimento, tra cui Perugino, Giovanni Santi e Timoteo Viti. Tra i suoi allievi ebbe Benedetto Nucci che risulta frequentare la bottega fanese di Giuliano nel 1936 - 37.
Bonita Cleri (1994) attribuisce la Gloria di Santa Maria Maddalena (1523), nel Duomo di Gubbio, a Timoteo Viti con la collaborazione di Giuliano Persciutti. Dipinse una pala d'altare con la Comunione degli Apostoli (circa 1538-1546) a San Domenico in Gubbio che fu restaurata nel 2010. Dal 1515 al 1527 svolse un'intensa attività a Gubbio, luogo dove lo ritroviamo ancora nel 1532 a dipingere una Visitazione in San Pietro  Paolo Ervas colloca, da un punto di vista temporale, nel periodo eugubino la Madonna col Bambino in trono e i santi Giacomo, Paterniano e Francesco nella frazione di Pierantonio (Umbertide) 

## Presenza internazionale
Giuliano Presciutti (Persiutti, Presutti, Presuzio) è inserito, in modo dettagliato e citando tra l'altro altri pittori della sua famiglia quali il fratello Pietro e il cognato Andrea da Jesi, nel Thieme-Becker.
Una sua Sacra famiglia risalente a prima del 1510 (Ervas, 2010), disegno a matita rossa, è conservato ad Oxford, Ashmolean Museum.
In Florida si trova una Visitazione (collezione privata) Ad instar di quelle di Gubbio e di Pesaro (Cleri 1994), a Praga una Madonna in trono con Bambino e angeli musicanti tra i Santi Andrea, Girolamo e Giovanni Battista.  Tale opera è stata  inserita nella mostra Rustle of Angel Wings - Angels in European Art ad Olomouc, 27 ottobre 2016 - 12 marzo 2017.

## Opere
- Dio Padre benedicente ed i simboli della Immacolata, 1502, dipinto incorniciante la Vergine adorante il Bambino con due angeli musicanti di Vittore Crivelli, un insieme di cm 185 x 94, Chiesa di San Fortunato, Falerone (AP)
- Polittico, 1506, Tempera su tavola, cm 325 x 280; ubicazione Monte San Pietrangeli (AP), Chiesa di San Francesco già di San Pietro
- Madonna con Bambino e i Santi Bartolomeo e Antonio abate, Fermo (AP), Pinacoteca civica
- Adorazione dei pastori, periodo di esecuzione dal 1513 al 1521, Olio su tavola, cm. 207 X 143, Gubbio, Duomo
- Vergine Assunta in cielo, periodo di esecuzione dal 1515 al 1527, Gubbio, Museo del Duomo
- Gloria di Maria Maddalena, periodo di esecuzione dal 1521 al 1523, con Timoteo Viti, Olio su tavola, cm 222 x 157; ubicazione Gubbio (PG), Duomo
- Visitazione, Gubbio (PG), periodo eugubino, Chiesa di San Pietro
- Visitazione, Pesaro, 1557, Duomo
- Immacolata concezione, 1527, Olio su tela, cm. 218 x 150, Serrungarina (PU), Chiesa parrocchiale di Sant'Antonio abate
- Madonna col Bambino in trono e i santi Giacomo, Paterniano, Giovanno Battista e Francesco, Pierantonio, Chiesa Chiesa Parrocchiale
- Immacolata Concezione e Santi Gioacchino, Anna Francesco e Antonio da Padova, 1535, Mondavio (PU) Chiesa e Convento di San Francesco
- Incredulità di San Tommaso, periodo di esecuzione dal 1540 al 1544, Olio su tavola, cm 244 x 174; ubicazione Fano (PU), Chiesa di San Tommaso
- Ascensione di Cristo, 1548, Olio su tavola, cm 240 x 163, Roma, Chiesa della Santissima Trinità dei Domenicani Spagnoli